# I diavoletti rossi
I diavoletti rossi (Красные дьяволята, Krasnye d'javoljata) è un film del 1923 diretto da Ivan Perestiani.